# 福斯托·德卢亚尔
福斯托·费尔明·德卢亚尔（1755年10月11日—1833年2月6日），是西班牙化学家和地质学家。1783年，与其兄胡安·何塞·德卢亚尔共同发现了钨。

## 生平
福斯托·埃卢亚尔生于西班牙拉里奥哈洛格罗尼奥。1783年，与其兄首次分离出金属钨，从而成为钨的发现者。1833年，逝世于马德里。